# Pressão intraocular

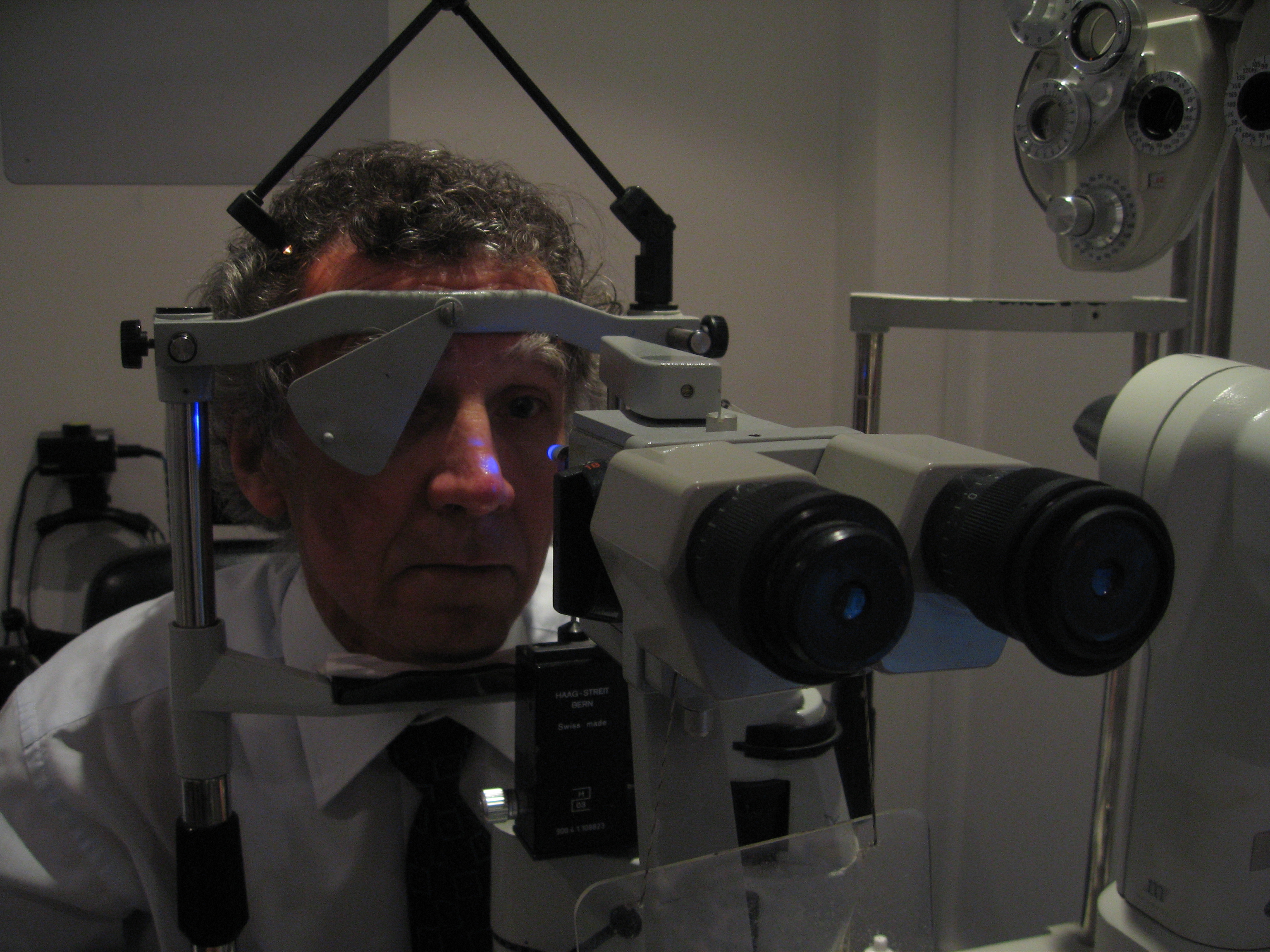
Um paciente em frente de um tonômetro.

Pressão Intraocular é a pressão dentro do olho. Tonometria é o método usado por profissionais de oftalmologia para determinar a pressão intraocular. Esta medição é um importante aspecto na avaliação de pacientes com risco de glaucoma. A maioria dos tonômetros são calibrados para medir pressão em milímetros de mercúrio (mmHg).

## Classificação
O consenso atual entre os oftalmologistas define a pressão intraocular normal entre 10 mmHg e 20 mmHg. O valor médio da pressão intraocular é 15.5 mmHg, com as flutuações de cerca de 2.75 mmHg. A hipertensão ocular é definida por uma pressão intraocular, sendo maior do que o normal, na ausência de lesão do nervo óptico ou perda de campo visual.
A hipotonia, ou hipotonia ocular, é geralmente definida como a pressão intraocular, igual ou inferior a 5 mmHg. Baixa pressão intraocular como esta pode indicar a fuga de fluido e a deflação do globo ocular.

## Medição
Pressão intraocular é medida com um tonômetro, como parte de um exame oftalmológico completo.
Os valores medidos de pressão intraocular são influenciados pela espessura da córnea e a rigidez. Como resultado, algumas formas de cirurgia refrativa (como ceratectomia fotorrefrativa) pode causar medições de pressão intraocular tradicionais para parecer normal, quando na verdade a pressão pode ser anormalmente alta.

### Tecnologias Disponíveis Comercialmente
- Tonometria de Aplanação. Mede a pressão intraocular através de um aparelho que aplana a córnea. A pressão necessária para aplanar a córnea é igual à pressão intraocular. A ponta do aparelho toca a córnea. Exemplos de aparelhos: tonômetro de aplanação de Goldman, tonômetro de Perkins, tonômetro de Draeger, tonômetro de MacKay-Marg;
- Tonometria de Indentação. Exemplos de aparelhos: tonômetro de Schiøtz;
- Tonômetro de contorno dinâmico